# 芬尼氏菌属
芬尼氏菌属為着色菌目着色杆菌科的一属细菌。此属的模式种且为唯一种为紫芬尼氏菌(Pfennigia purpurea)。

## 下属物种
- 紫芬尼氏菌 Pfennigia purpurea (Eichler and Pfennig 1989) Tindall 1999